# Relações entre Bangladesh e Rússia
As relações entre Bangladesh e a Rússia são as relações bilaterais da República Popular de Bangladesh e da Federação Russa. A Rússia tem uma embaixada em Daca e um consulado geral em Chatigão, enquanto Bangladesh tem uma embaixada em Moscou. As relações diplomáticas entre a URSS e Bangladesh foram estabelecidas em 25 de janeiro de 1972. Essas relações continuaram, com a Rússia sendo o estado sucessor da União Soviética.

## Relações entre a União Soviética e Bangladesh
A União Soviética apoiou firmemente os lutadores pela liberdade bengalis durante a Guerra de Libertação de Bangladesh e forneceu assistência significativa, reconhecendo que a independência de Bangladesh enfraqueceria a posição de seus rivais - os Estados Unidos e a China. Em novembro de 1971, o embaixador soviético no Paquistão, Aleksei A. Rodionov, dirigiu uma mensagem secreta (mensagem de Rodionov) que, em última análise, alertou o Paquistão que "iria embarcar em um caminho suicida se intensificasse tensões no subcontinente". Em 6 e 13 de dezembro de 1971, a Marinha Soviética despachou dois grupos de cruzadores e destróieres, armados com mísseis nucleares de Vladivostok, para seguir a Força Tarefa dos Estados Unidos 74 no Oceano Índico de 18 de dezembro a 7 de janeiro de 1972. Os soviéticos também tinham um submarino de mísseis balísticos para conter a ameaça representada pela Força-Tarefa USS Enterprise no Oceano Índico.
As relações com a União Soviética foram cordiais nos anos imediatamente após a independência. A União Soviética apoiou as ações da Índia na Guerra da Independência e, após a guerra, a Marinha Soviética enviou uma oficina flutuante a Bangladesh para limpar os portos de Chatigão e Chalna Após a independência, a nova Força Aérea de Bangladesh recebeu uma grande doação da União Soviética. Entre os aviões entregues estavam dez MiG-21MF monoposto e dois MiG-21UM de dois lugares10. Em março de 1972, o primeiro-ministro de Bangladesh, Sheikh Mujibur Rahman, visitou Moscou, em parte para agradecer ao estado soviético por seu apoio ao movimento de libertação de Bangladesh em 1971.
Após o golpe de 1975 em Bangladesh, as relações com a União Soviética esfriaram rapidamente. Os regimes militares de Ziaur Rahman e Hossain Mohammad Ershad abandonaram as políticas socialistas e buscaram fortalecer seus laços com os Estados Unidos, os Estados Árabes, o Paquistão e a República Popular da China, todos politicamente distantes da União Soviética. Bangladesh condenou o apoio soviético à intervenção militar vietnamita no Camboja, e Bangladesh também se opôs fortemente à intervenção militar soviética no Afeganistão em 1979, ao lado de outras nações ocidentais e islâmicas. Em 1989, a União Soviética ocupava o 14º lugar entre os doadores de ajuda a Bangladesh. Os soviéticos se concentraram no desenvolvimento de energia elétrica, gás natural e petróleo e mantiveram relações culturais ativas com Bangladesh. Eles financiaram a usina termelétrica Ghorasal, a maior de Bangladesh. Um ponto baixo nas relações de Bangladesh-Soviética ocorreu após a expulsão de nove diplomatas soviéticos de Daca em dezembro de 1983 e janeiro de 1984 pelo impopular regime militar do general Ershad.

## Relações entre a Rússia e Bangladesh

### Visitas de estado
Em 2009, a primeira-ministra de Bangladesh, Sheikh Hasina, visitou São Petersburgo e se encontrou com o presidente russo, Vladimir Putin. Em janeiro de 2013, Hasina se reuniu com o presidente Putin novamente em Moscou.

### Cooperação energética
Em 2018, a ROSATOM, o Ministério da Ciência e Tecnologia de Bangladesh e o Departamento de Energia Atômica da Índia assinaram um Memorando de Entendimento sobre Cooperação na Implementação do Projeto de Construção da Usina Nuclear de Rooppur em Bangladesh.

### Cooperação militar
A Rússia liderou um esforço de vendas militares em Bangladesh e conseguiu um contrato de US$ 124 milhões para oito aviões de combate Mig-29.